# Erik Danckwardt-Lillieström
Erik Gustav Danckwardt-Lillieström, född 25 augusti 1911 i Linköpings församling i Östergötlands län, död 7 maj 1980 i Kungsholms församling i Stockholm, var en svensk militär.

## Biografi
Danckwardt-Lillieström avlade studentexamen i Linköping 1931. Han avlade reservofficersexamen 1934, varefter han befordrades till löjtnant i reserven 1937. År 1940 blev han löjtnant på stat vid Livgrenadjärregementet, där han befordrades till kapten 1942. Han var stabschef vid den gemensamma staben för Linköpings och Norrköpings försvarsområde 1944–1948, varefter han åter tjänstgjorde vid Livgrenadjärregementet och var detaljchef och sektionschef i Tygavdelningen i Arméförvaltningen 1951–1954. År 1955 befordrades han till major i Fälttygkåren, varpå han var stabstygofficer vid staben i VII. militärområdet tillika tygmästare vid Gotlands tygstation 1955–1960 och tygmästare vid Stockholms tygstation 1960–1966, befordrad till överstelöjtnant i Fälttygkåren 1962. Åren 1966–1968 var han chef för Personalkårexpeditionen vid Arméförvaltningen. Danckwardt-Lillieström tillhörde Fälttygkårsstaben i Fälttygkåren 1966–1973 och därefter Intendentkårstaben i Försvarets intendentkår.
Danckwardt-Lillieström var son till revisorn Gösta Danckwardt-Lillieström och Ingeborg Andræ. Han gifte sig 1940 med Brita Uggla (1916–1983). De fick barnen Claes (född 1942) och Ulla (född 1947). Erik Danckwardt-Lillieström är gravsatt i minneslunden på Kungsholms kyrkogård i Stockholm.

## Utmärkelse
- Riddare av första klass av Svärdsorden, 1957.[15]